# The Cumshots
The Cumshots est un groupe norvégien de death 'n' roll, actif entre 1999 et 2013.

## Histoire
En 2002, le groupe remporte un championnat du monde non officiel de rock pour les groupes n'ayant sorti qu'un seul album à Bilbao, en Espagne. Le groupe remporte le Spellemannprisen 2009 dans la catégorie « metal » pour son album A Life Less Necessary, et est nommé pour l'Alarm Award 2004 dans la catégorie « album metal de l'année » pour Norwegian Jesus.
Juste avant le Championnat d'Europe de football 2000, les membres des Cumshots sortent l'hymne Jetzt skal de faen meg få sous le nom de Caliban Allstars.
En 2011, un cinquième album intitulé For Bitter or For Worse est prévu, l'artiste néerlandaise Anouk ayant utilisé le titre sur son disque avant que The Cumshots n'ait eu le temps de terminer l'album.

## Membres
- Kristopher « Max Cargo » Schau – chant
- Ole Petter « El Doom » Andreassen – guitare, chant
- Fredrik  « Freddie Tennessee » Gretland – guitare
- Tommy « Tommy Dean » Reite – basse
- Christian « Chris Bartender » Svendsen – batterie

## Discographie

### Albums studio
- 2001 : Last Sons of Evil (EMI)
- 2003 : Norwegian Jesus (Big Dipper)
- 2006 : Just Quit Trying (Big Dipper)
- 2009 : A Life Less Necessary (Rodeostar)

### DVD
- 2006 : Just Quit Trying
- 2006 : The Cumshots - To Hell We Will Be Damned (Big Dipper)

### Split
- 2002 : The Cumshots vs. Piledriver Split 7"

### EP
- 2005 : Øl